# Hunner

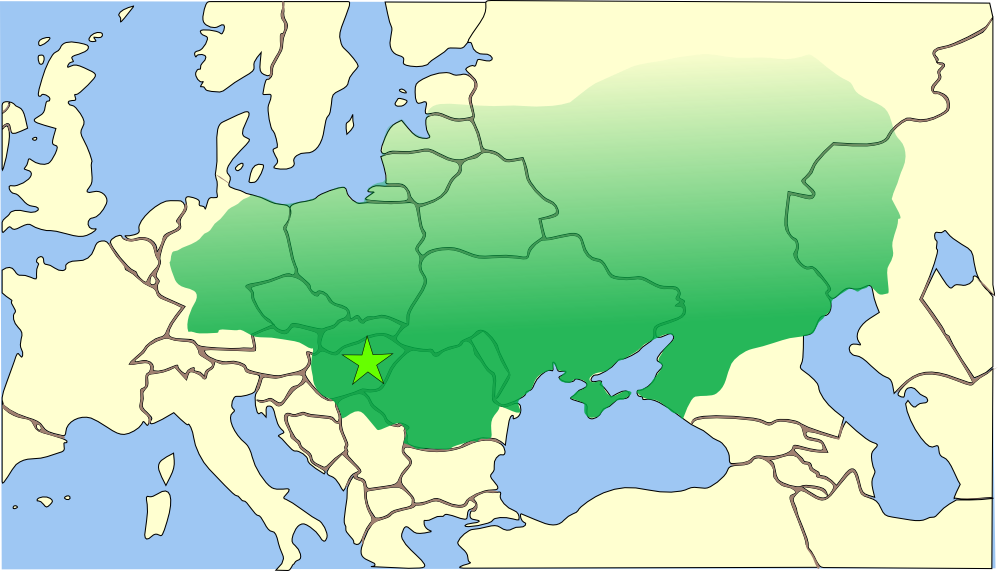
Hunnernas rike sträckte sig år 450 från Centralasiens stäpper i öster till nuvarande Tyskland i väster, från Östersjön i norr till Svarta havet i söder.

Hunnerna var en centralasiatisk befolkningsgrupp som ingick i de eurasiska nomaderna. Deras ursprung är omtvistat när de dyker upp i Europa omkring 375 e.Kr.

## Hunnernas härjningar i Europa
Omkring år 370 dök hunnerna upp vid Svarta havet och underkuvade år 375 ostrogoterna, som då leddes av Ermanarik. Denna erövring blev startskottet till den germanska folkvandringen. År 395–396 gjorde hunnerna ett omfattande plundringståg i Syrien och Mesopotamien. Hunnerna var bitvis splittrade, men senast år 432 lyckades Rua ena hunnerna under sitt styre, med basen i nuvarande Ungern. I mitten av 400-talet invaderade hunnerna sydöstra och centrala delarna av Europa under ledning av den beryktade ledaren, Attila. År 451 besegrades hunnerna och ostrogoterna grundligen av Västrom i allians med visigoterna i slaget vid Katalauniska fälten. Efter Attilas död år 453 och det påföljande slaget vid Nedao föll hunnerriket snabbt samman. Hunnerna återvände till Svarta havets kuster, och i deras forna besittningar återtog germanerna herraväldet.

## Hunnernas ursprung

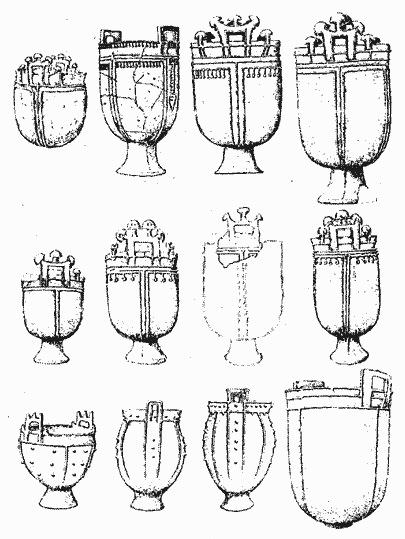
Kittlar med ursprung från hunnerna hittade i Ungern. På grund av dessas likhet med kittlar från Mongoliet används de i argumentationen för hunnernas ursprung vid Kinas gränser.

Då hunnerna kom in i den europeiska historia under det 4:e århundradet, blev de ingående beskrivna av den romerska historikern Ammianus Marcellinus. Om deras ursprung kunde han inte berätta något annat än att de kom från andra sidan Azovska sjön, nära den isfyllda oceanen.

### Xiongnu
Xiongnu var ett nomadfolk som hade orsakat oro vid kinesernas norra gräns från omkring 300 f.Kr. och framåt. Detta folk har utpekats som möjliga förfäder till hunnerna, men det finns inga konkreta bevis för ståndpunkten. Ursprunget till stammarna som idag kallas hunner hade av äldre forskning kopplats till Xiongnu-rikets fall vid Kinas norra gräns. I mitten av 1:a århundradet e.Kr. hade Xiongnu-riket delats upp i en nordlig och en sydlig del. Den södra delen blev ett kinesiskt protektorat, medan det norra imperiet gick under mot slutet av 1:a århundradet, resten av befolkningen absorberades i Xianbei-folket. Medan södra Xiongnu under Liu Cong i början av 400-talet fortsatt levde kvar i Kina, försvann norra Xiongnu från de kinesiska källorna redan i mitten av 200-talet. Det var till denna nordliga grupp som alla teorier om uppkomsten av de europeiska hunnerna handlade om.
Den franske historikern Joseph de Guignes  gav 1748 ut  boken Mémoire historique sur l'origine des Huns et des Turcs (Historiska underrättelser om hunnernas och turkernas ursprung), vari han framförde den teorin, att hunnerna var identiska med xiongnu-folket, som bodde nära den kinesiska gränsen, och som förekommer ofta i kinesiska källor. De Guignes inriktade sig på sammanhang mellan statsbildningar och intresserade sig mindre för, om hunnerna rent fysisk var efterkommande till xiongnu-folket. Historikerna har fäst sig vid likheter i uttalet av folkslagens namn, samt att hunnerna överförde sammansatta bågar med förstärkningar från Centralasien till Europa och på  likheterna mellan de kittlar, som har hittats vid floder. Det handlar om fynd av xiongnu-folkets kittlar från Ordos och liknande kärl av hunnerna som har hittats i  det nuvarande Ungern. Xiongnu-folket är kända från omkring år 200 f.Kr och bodde nordväst om nuvarande Kina. De utgjorde ett hot mot rikets gränser och de fick en årlig tribut av Kina för att hålla sig lugna. Omkring år 50 miste de sin maktställning, och bara smågrupper återstod norr om Kina. Historikern J.B. Bury anslöt sig till xiongnu-teorin och menade, att hunnerna blev bortdrivna från Centralasien, i samband med att Rouran-riket (som han benämnde "zhu-zhu") växte sig stort.
Nyare forskning är mer skeptisk till en koppling mellan Xiongnu som dokumenteras i kinesiska källor och hunnerna i väst. Hunnerna dök upp mer än två århundraden senare i Europa. Alla moderna forskare har inte övergett denna tes helt och hållet. Vissa framstående forskare som James Howard-Johnston eller Étienne de La Vaissière håller delvis fast vid identifieringen, eller antar åtminstone en viss kontinuitet.  Hyun Jin Kim, som har behandlat hunnernas historia ur ett asiatiskt perspektiv, men hans bidrag är mycket kontroversiellt i forskningen. Han håller med de La Vaissière om att en kontinuitet fanns och han menar att hunnerna hade en välorganiserad statsstruktur.  Flera slutsatser i hans forskning har mött skarp kritik för vilka metoder han använt i forskningen.  Men även de moderna förespråkare för sambandet Xiongnu-Hunner ser vanligtvis snarare ett kulturellt och politiskt arv än en genetiskt släktskap av de heterogena grupperna.  
Andra historiker har sått tvivel om xiongnu-teorin. Ett motargument är att hunnerna praktiserade kraniedeformation, och det gjorde xiongnu-folket inte. Därför håller flera historiker mera fast vid en teori om, att hunnerna snarare uppstod som en koalition av stammar från stäpperna. Österrikaren Walter Pohl uttrycker det: "Det enda vi med säkerhet kan säga är, att namnet hunnerna under senantiken (4. århundradet) användes för att beskriva härskande grupper av stäppkrigare med hög prestige.Historikern Peter Heather skriver: Förfäderna till våra hunner i Europa under det 4. århundradet kan ha varit en del av xiongnu-konfederationen i det 1. århundradet, utan att ändå vara det riktiga xiongnu-folket. Även om vi etablerar en slags förbindelse mellan hunnerna i det fjärde århundradet och xiogngnu i det första, så har det flutit väldigt mycket vatten under väldigt många broar i form av trehundra års förlorad historia.
Termen Xiongnu/Hun har varit känd i olika namn redan på 400-talet e.Kr. också längre västerut vilket ett överlevande sogdiskt brev nämner erövringen och förstörelsen av den kinesiska huvudstaden Luoyang av en grupp som kallas Huns (xwn).  Walter Bruno Henning kunde koppla denna händelse till aktiviteterna i södra Xiongnu under Liu Cong 311. Denna enkla hänvisning till namnet räcker inte som bevis för att samma grupp senare cirka 375 dyker upp i väst som hunner är identisk med dessa gamla Xiongnu, eftersom gruppen som är ansvarig för förstörelsen av Luoyang kan spåras väl i kinesiska källor och aldrig flyttade västerut. Det är möjligt att andra grupper av stäppnomader liksom de till exempel de iranska hunnerna, antog termen hunner som ett prestigenamn eller hänvisades till den välkända termen, men utan att de var relaterade till Xiongnu.
Problemet med anknytningen Xiongnu/Hun är att säkra arkeologiska fynd eller att en utbredd kultur i stäppregionen  som skulle stödja teorin saknas liksom skriftliga källor som bevisar sambandet mellan hunner och Xiongnu. Namnet Xiongnu och motsvarande namn i kinesiska källor användes för flera  stammar som uppenbarligen inte var det samma som gamla Xiongnu. Kinesiska författare använde förmodligen termen Xiongnu  som en övergripande term för främmande barbarer, utan att nödvändigtvis med termen mena bara en specifik grupp. Många av dessa folk hade troligen inget annat gemensamt än deras nomadiska livsstil. Säkra direkta kopplingar mellan Xiongnu och de västliga hunnerna är därför tveksamma.
Arkeologiska fynd från västra Kina har hittills indikerat att kontakterna med Östeuropa var få vid denna tiden. En Hun-kittel och andra fynd som hittades i västra Kina har tolkats som import från Europa eller som bevis på  återmigration av hunner till öst efter 451. Bodo Anke antog att kittlarna var av sarmatiskt ursprung. Nya fynd har minskat klyftan mellan västra Kina och södra Ryssland och Donauregionen. De äldre lökformiga grytorna är av centralasiatiskt ursprung, medan de yngre cylindriska typerna har tillverkats i Donauregionen. Man har dock använt samma tekniker som ursprungligen i Kina. Handtagens former förändrades från öst till väst över tiden vilket numera är känt. Den äldre åldern på  fynden österut varav det östligaste fyndet kommer från Shenzhen talar emot fortsatt import av kärl till Donauregionen under Attila-perioden. Inte heller har någon mer betydande återflyttning av hunner till Asien kan påvisas. Sammansatta bågar, järnpilspetsar, hästselar och träsadlar är av centralasiatiskt ursprung. Orientalisten och arkeologen Miklós Erdy menar att ett starkare samband österut finns vilket han baserar på analyser av begravningsritualer, hällristningar och shamanistiska metoder i jämförelse mellan Xiongnu och hunnerna.
Det etniska ursprunget för hunnerna som i mitten av 4:e århundradet var bosatta mellan Don och Volga. Deras geografiska ursprung antas ofta vara Seven Rivers-landet i Centralasien.  Termen Hun användes ofta i de sena antika källorna som beteckning på olika folk som dök upp i de pontiska stäpperna norr om Svarta havet och Centralasien, på samma sätt som termen skyter använts tidigare. Dessa grupper var oftast inte etniskt homogena, eftersom andra grupper anslöt sig till dem. Den tyska arkeologen Michael Schmauder använder benämningen konfederation av folk dessa asiatiska grupper. I samband med de så kallade iranska hunnerna förekommer den medelpersiska termen Xyon, som förmodligen kan förstås som Hun, men utan att därmed avse en speciell etniskt grupp.
Det enda som är säkert är att västerländska källor beskrev angriparna som dök upp i området i dagens Ukraina 375/76 och som sedan avancerade västerut fick benämningen hunner och att deras boplatser då var belägna nära Azovska sjön enligt senantika källor. Regionen norr om Kaukasus kallades fortfarande hunnernas hemland även i senare källor. Men exakt vilka hunnerna var inte känt i de senantika källorna. Ursula Brosseder sammanfatter en del av den moderna diskussionen om Xiongnu och hunner i en artikel.

## Hunnernas historia

### Hunnerna under fjärde århundradet

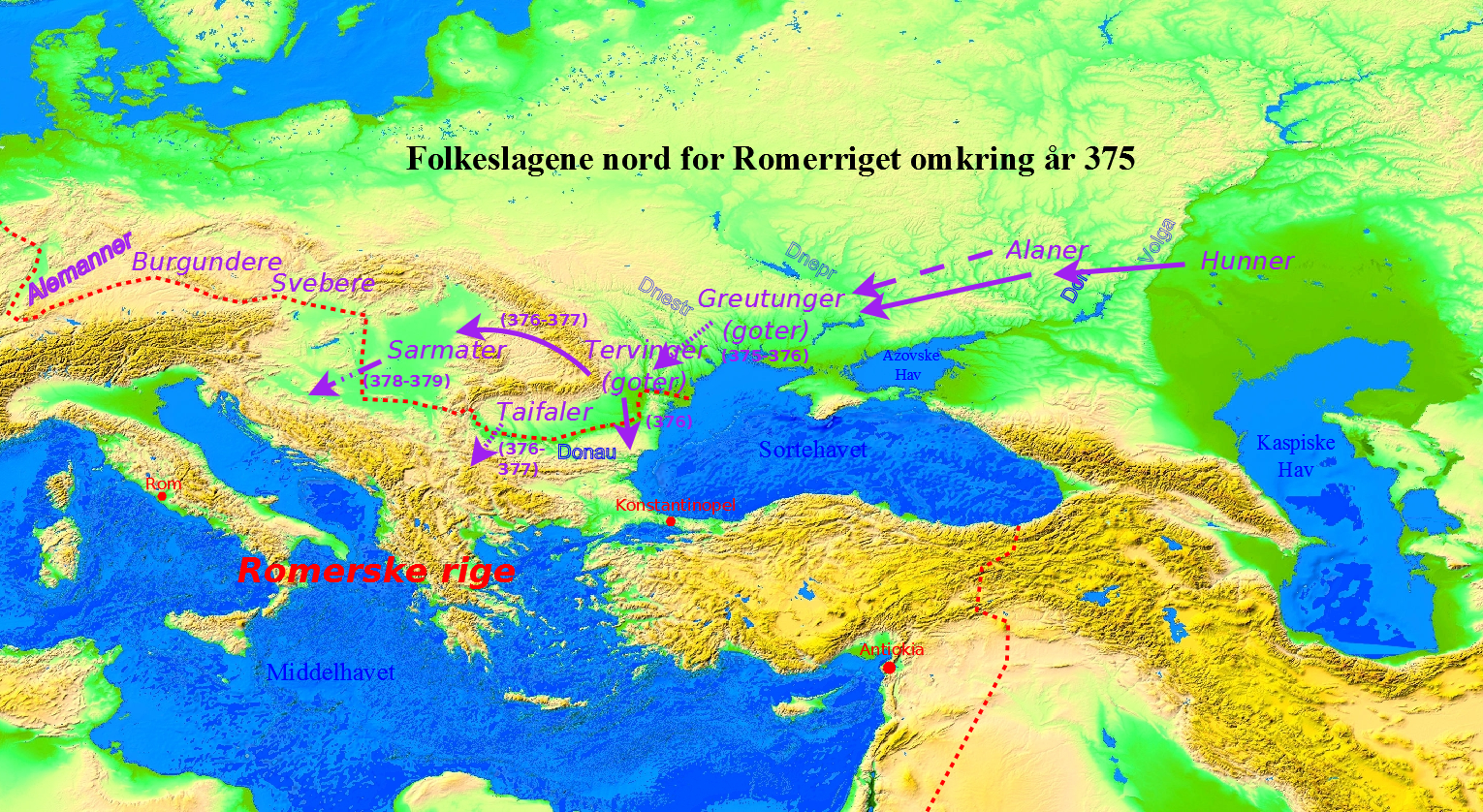
Hunnernas angrepp på alanerna blev starten på en rad av angrepp från öst mot väst.

Den grekiska forskaren Ptolemaios hänvisar i sin Geographica till ett folk norr om Svarta havet som heter Chuni.  Vissa historiker har tolkat detta som en hänvisning till hunnerna, men Geographia skrevs omkring år 160, och historiker placerar hunnernas bosättning mycket längre österut vid den tiden.
Omkring år 370 korsade hunnerna Volga och strömmade in i alanernas territorier. Ett stort antal alaner flydde västerut, och återkommer i historien vid Rhen då de deltar i den stora övergången av Rhen 406. Andra alaner underkastade sig hunnernas styre, och de deltog när hunnernas cirka 375 e.Kr. attackerade Greutungerna (senare ostrogoterna) som var en av de två stora gotiska stammarna – den andra hette Tervinger. Heather skriver att endast mindre hunniska styrkor attackerade Greutungerna. Hunnerna hade understöd från så många alaner att Greutungerna inte kunde stå emot dem på lång sikt. Efter kung Ermanariks död drog Greutungerna sig tillbaka till floden Dniestr, som bildade gränsen till Tervingernas område.  Tervingerna – under kung Atanarik – kunde inte heller motstå trycket från alanar och hunner i förening och tvingades att dra sig tillbaka mot Donau. Där försökte båda de gotiska grupperna nå en överenskommelse med romarna om att få bosätta sig på den romerska sidan av gränsfloden. Majoriteten av hunnerna bosatte sig norr om Svarta havet runt floderna Don och Volga. Hunnernas anfall satte igång en kedjereaktion som fick djupgående konsekvenser för folkvandringarna. Biskop Ambrosius av Milano skrev omkring 380: "Hunnerna kastade sig över alanerna, alanerna på goterna och goterna på taipalerna och sarmaterna ... Och det är inte över än." Under 380-talet finns det underrättelser om att trupper av alaner och hunner gick i romersk tjänst som legosoldater, men det var bara mindre grupper.
Den första konfrontationen mellan hunnerna och det romerska riket kom 395. Tidpunkten var väl vald för hunnerna: 393–394 var det ett uppror i riket mot kejsaren Theodosius, och fältarmén från de östra provinserna hade skickats till norra Italien för att utgöra en del av kejsarens styrkor. Hunnerna korsade Kaukasus och plundrade sig genom nuvarande  Armenien och attackerade bosättningar i både det romerska riket och det persiska riket. Hunnerna härjade vitt och brett, men kunde inte besegra de största befästa städerna som Antiokia, Edessa och den persiska huvudstaden Ktesifon. Inte förrän 398 kom en romersk armé till området, och då hade hunnerna lämnat området. Den kraftfulla räden fick till följd att perserna befäste passet vid Darial i Kaukasus och stationerade styrkor i fästningen. Det romerska riket gick med på att betala en del av befästningen, eftersom båda sidor hade intresse att förhindra nya attacker av hunnerna.

### Hunnerna under femte århundradet, före Attila: 400–437

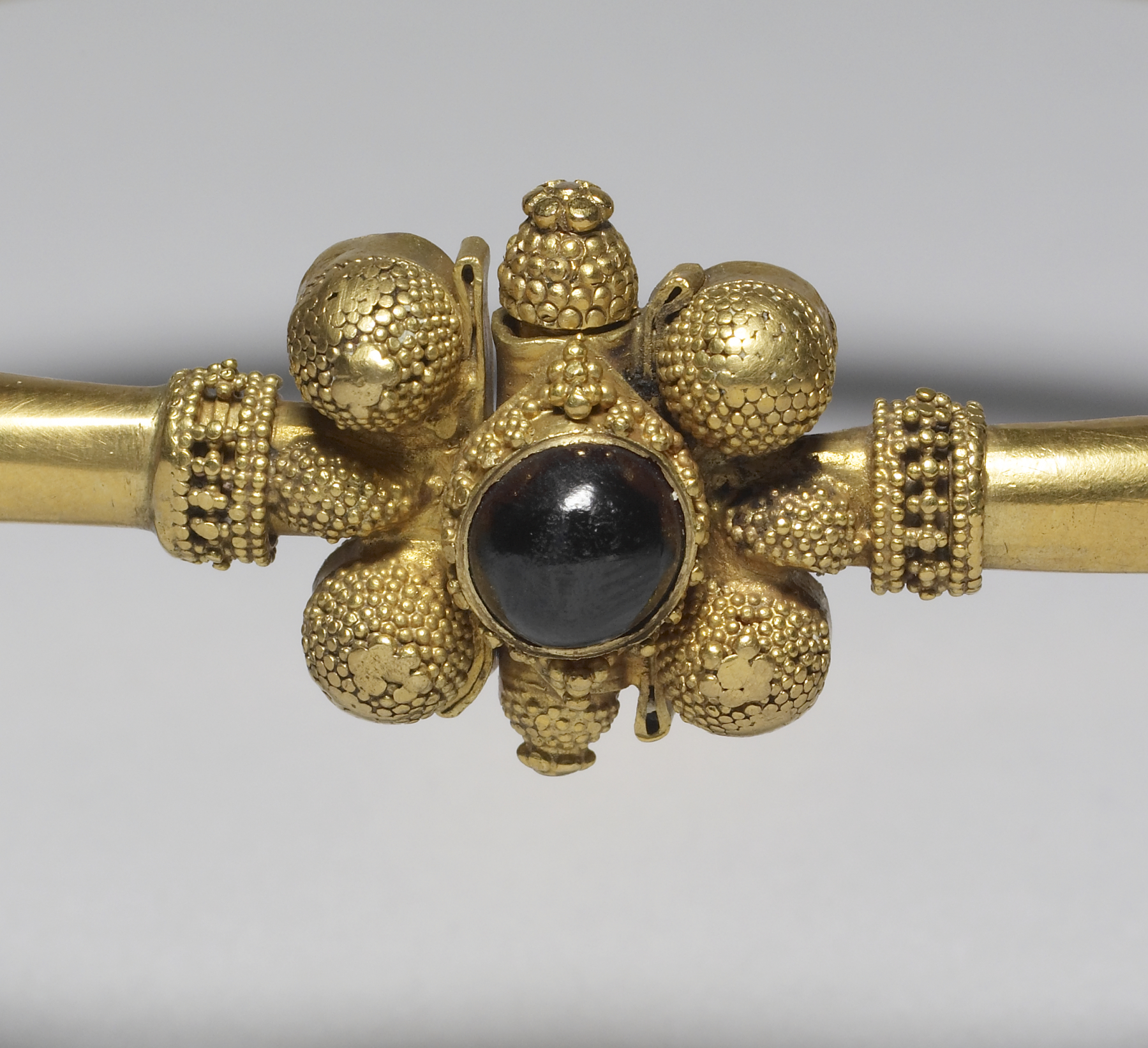
I takt med att hunnerna fick tillgång till guld, utvecklade de sitt eget guldsmidesarbete. Här ett granatbesatt guldarmband från det 5:e århundradet. Förvaras på Walters Art Museum.

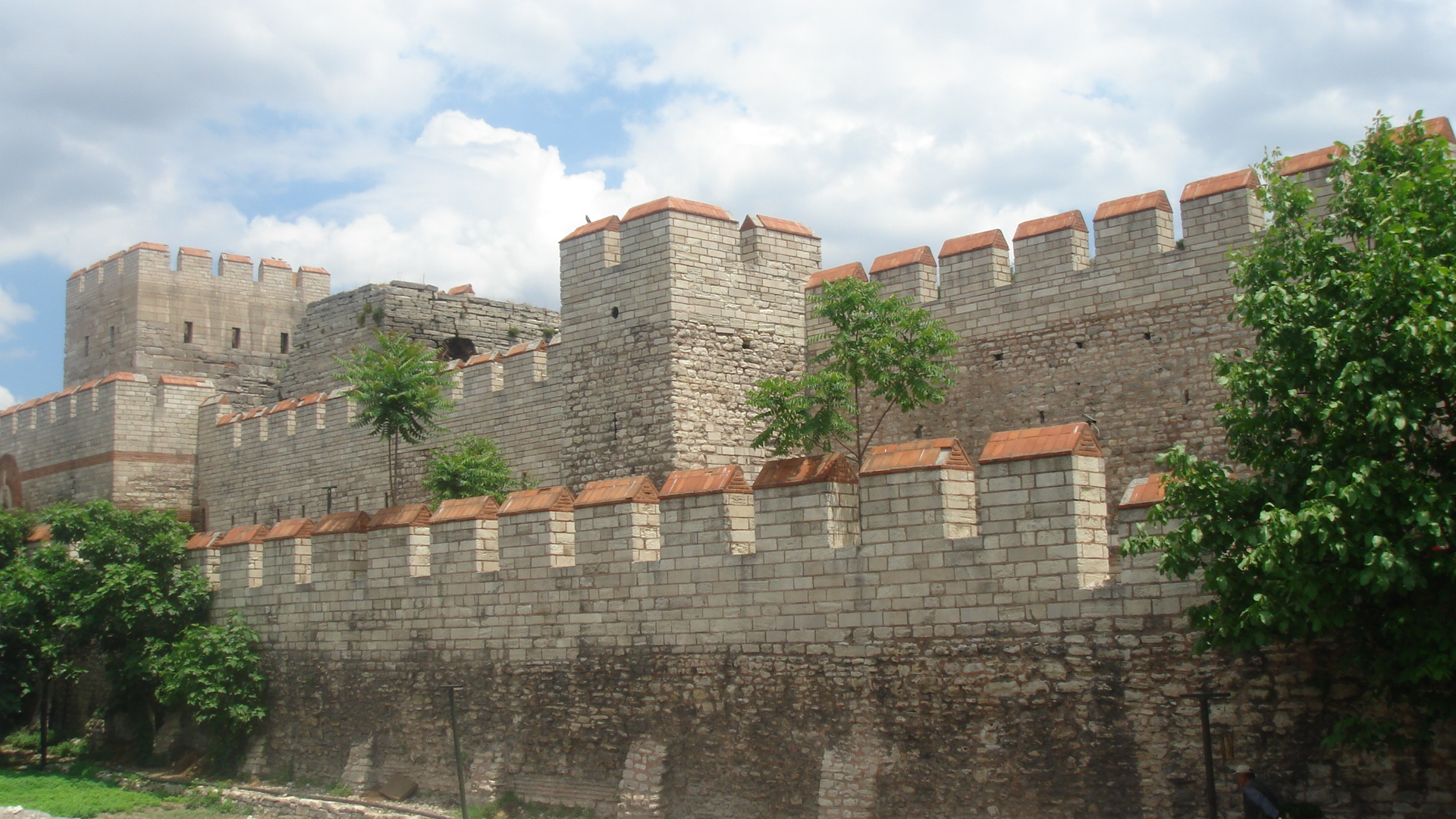
Även om hunnerna under 430-talet lärt sig att bygga belägringsmaskiner, så gav de på förhand upp att forcera de nybyggda och massiva murarna omkring Konstantinopel.

År 400–401 når en grupp hunner fram till Donaus mynning i Svarta havet. Där går gränsen till det östromerska riket. Den gotiska generalen Gainas hade lämnat Konstantinopel år 400 när först befolkningen och sedan även kejsaren vänt sig mot honom. Hans marsch förvandlades till flykt, men när han gick mot Donau sammanträffade han med hunnerna, som leddes av hunnerkungen Uldin. Gainas besegrades och Uldin skickade hans avhuggna huvud som en gåva till kejsare Arcadius i Konstantinopel.
Strax efter 400 e.Kr. verkar en större del av hunnerna ha börjat en ny migration västerut. Därmed fortsatte den kedjereaktion av folkförflyttningar som började  375–376. Hunnerna behövde stora betesområden för sina boskap och hästar, och de hade haft detta norr om Svarta havet. Ett liknande stäppområde fanns i dagens Ungern och med denna västligare bas hade hunnerna bosatt sig betydligt närmare det romerska rikets rikedomar. I början av 400-talet beboddes detta området främst av goter men dessa goter tvingades överge sitt landområde i Pannonien. En stor del av den gotiska befolkningen valde att korsa Donau under ledning av Radagaisus. Dessa goter härjade norra Italien under 405. I slutet av 406 korsade stora grupper av vandaler, sveber och alaner Roms gräns vid Rhen och gick in i  Gallien (nuvarande Frankrike). Det västromerska riket, lett av Stilicho, besegrade Radagaisus, bland annat genom att använda Uldins hunner som legosoldater, men Rhenövergången fick allvarliga konsekvenser och innebar att de nämnda folken under de följande decennierna kunde bo inom imperiets gränser. Båda de romerska rikena försvagades, och 408 tog Uldin chansen, korsade Donau och ockuperade det östromerska fortet Castra Martis (i dagens provins Vidin i Bulgarien). Han krav på stora summor pengar för att dra sig tillbaka gjorde att östromarna istället valde att  utrusta en armé. När de östromerska trupperna anlände föll Uldins armé isär. Uldin försvinner sedan ur historien.
Historiker debatterar fortfarande när hunnerna nådde de ungerska stäpperna i större antal. Peter Heather hävdar att detta hände så tidigt som omkring år 410 och baserade det på det faktum att 412 i Konstantinopel gavs order om att stärka de östromerska marinstyrkorna vid Donau, och att Konstantinopel själv under dessa år skyddades med starka murar, vilket kan vara en reaktion på de nya maktförhållandena norr om gränsen.  Ett annat argument för denna datering är Olympiodorus från Thebes diplomatiska uppdrag till hunnerna 412. Han seglade från Konstantinopel och sökte efter en storm skydd i Aten, vilket Peter Heather ser som en bekräftelse på att resan gick till Adriatiska havet och Aquileia, varifrån det fanns goda vägförbindelser till stäpperna bakom Donau. Hunnerna hade vid denna tid ännu ingen ledande kung, utan leddes av en hierarki av flera personer.
Under denna period fick det västra romerska riket också mer kontakt med hunnerna, och gisslan (ofta barn) utbyttes för att upprätthålla fredliga relationer. Således var romaren Aëtius gisslan hos hunnerna cirka 411–414, och förutom att lära sig hunnernas språk skapade han användbara kontakter. Aëtius blev senare en högre tjänsteman hos kejsar Johannes. När Johannes hotades av en östromersk armé 424 skickades Aëtius till hunnerna för att värva legosoldater. Men när legosoldatarmén anlände till Italien 425 avsattes och avrättades Johannes, och Aëtius använde istället trupperna för att förhandla fram en uppgörelse, och blev general under den nye kejsaren Valentinianus III, medan hunnerna skickades hem efter att fått lämplig betalning. År 432 behövde Aëtius hunnernas tjänster igen Efter att ha förlorat en strid mot sin rival Bonifatius, reste han åter till  hunnerna för att värva legosoldater. Han lyckades i detta, och med sina hjälp av legosoldater av hunner kunde Aëtius år 433 vinna positionen som den mäktigaste mannen i det västromerska riket.
Det östromerska riket hade också ett starkt intresse av att upprätthålla fredliga relationer med hunnerna, och från omkring 430 e.Kr. betalades en årlig betalning på 350 pund guld till hunnerna i ett försök att bevara freden.
Det är inte känt när en av hunnernas ledande familjer lyckades att ensamma få den politiska makten, men i slutet av 420-talet låg makten i händerna på de två bröderna Rugila (Han kallas också Ruga eller Rua) och Octar. När Octar dog omkring 430 blev Rugila ensam härskare, och det var från honom som Aëtius sökte hjälp 432. Rugila nämns fortfarande i källorna hösten 435, men han måste ha dött inom de närmaste åren, varefter makten övergick till ett annat brödrapar, nämligen sönerna till hans bror Mundzuk. Det västromerska riket registrerade maktskiftet och skickade på våren 438 diplomater till de nya kungarna, Attila och Bleda.

### Attila: åren 438–453

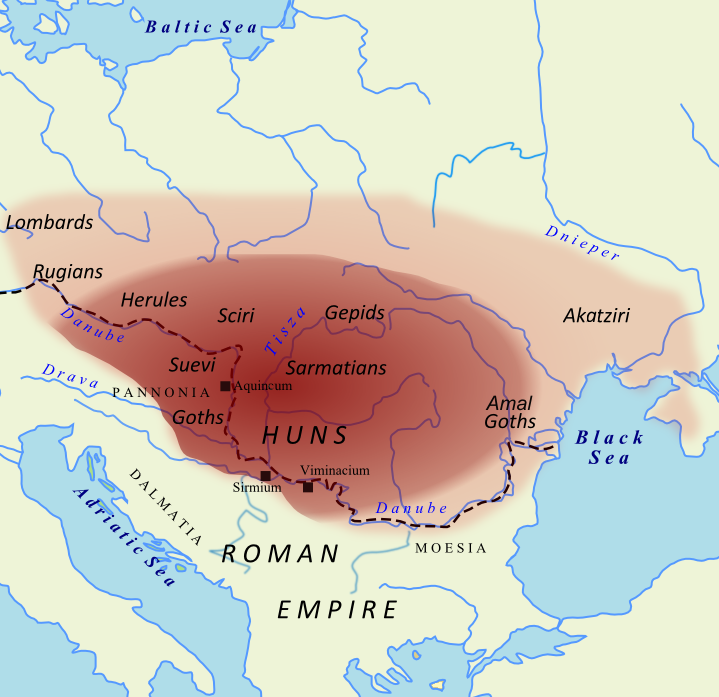
Hunnernas behärskade område omkring 450, då riket stod på höjden av sin makt. Ljusare färger symboliserar svagare anknytning. I jämförelse med den andra kartan är området mycket mindre vilket avspeglar en stor osäkerhet om hur stort område hunnerna behärskade.

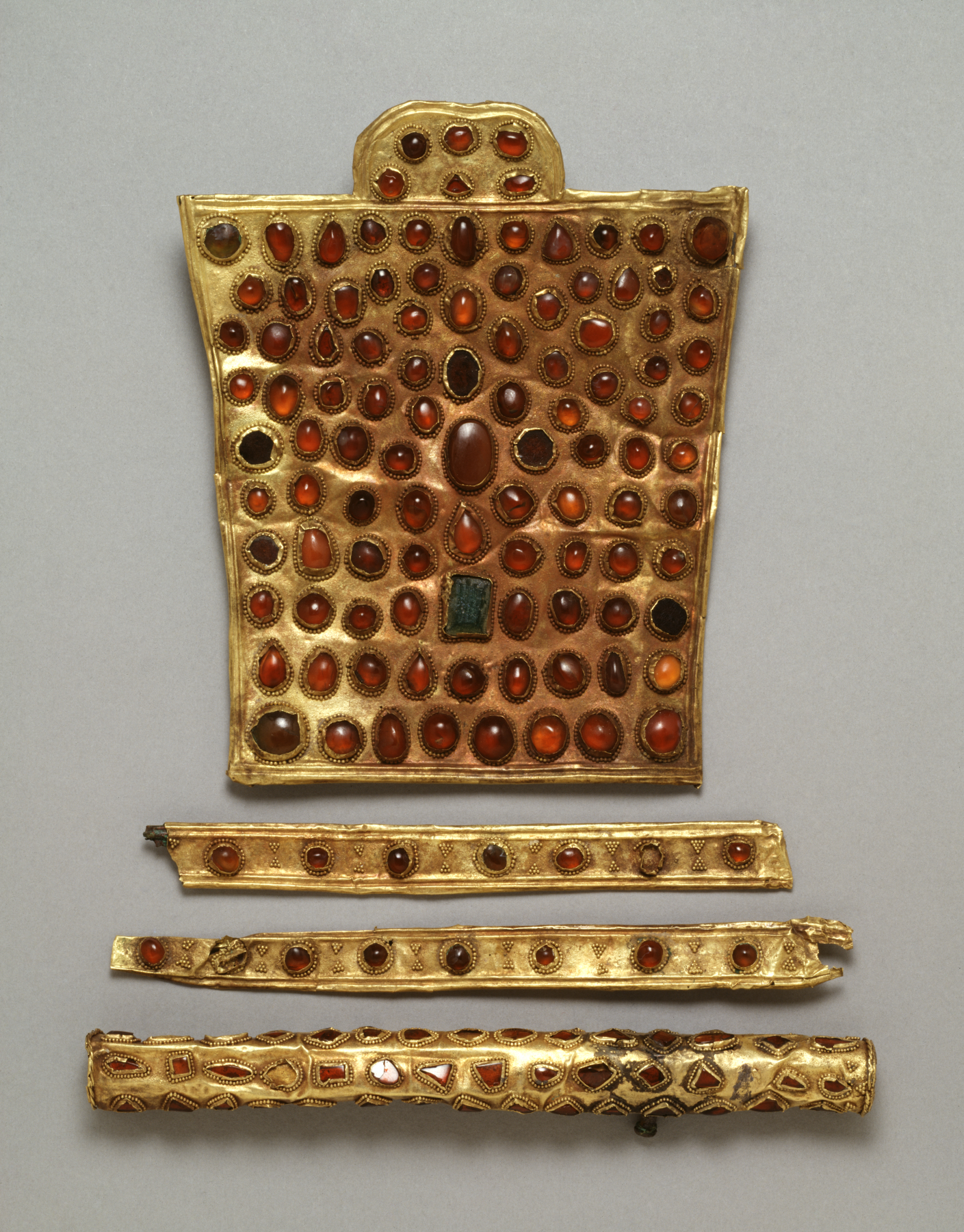
Hunnerna använde sina guldtillgångar på sina hästars utrustning. Här är det en pannplatta, huvudprydnad och ett piskskaft. Från Walters Art Museum.

De två nya kungarna började omedelbart omförhandla det befintliga avtalet med det östra romerska riket. Förhandlingarna ägde rum utanför staden Margus (nuvarande Požarevac i Serbien) vintern 439. Den östromerske ämbetsmannen och historikern Priscus, som senare besökte Attilas hov, säger att hunnerna insisterade på att förhandla sittande på sina hästar – allt annat var omanligt. Eftersom romarna inte ville sitta lägre än hunnerna, var de också tvungna att sitta på hästar. Det nya fördraget föreskrev att den årliga betalningen skulle fördubblas till 700 pund guld, lösen för romerska fångar skulle överenskommas med hunnerna, tillgång till vissa romerska marknader skulle vara öppna för hunnerna och framtida flyktingar från hunnerna skulle lämnas åter om de tog sig in på romerskt territorium. Attila och Bleda hade fått vittring på mer och deras val av tidpunkt var uppenbar. 440 hade en stor del av den östromerska fältarmén skickats till Sicilien för att förbereda sig för en invasion av Nordafrika, där vandalerna hade satt sig fast. En gemensam invasion från Östrom och Västrom skulle återta de rika provinserna, och det fanns därför en relativ öppning för angrepp på Balkan. Strax efter – Heather tidpunkten till vintern 440–441 – anklagade hunnerna biskopen av Margus, som anklagades för att ha korsat Donau och plundrat en hunnisk hövdingagrav. Den skräckslagna biskopen undkom genom att öppna stadsportarna för hunnerna. Efter att ha förvärvat detta fäste på den romerska sidan av Donau inledde hunnerna ett regelbundet krigskampanj i sydost, längs den gamla romerska armévägen genom Balkan. De erövrade Viminacium (nära dagens Kostolac i Serbien) och sedan den viktiga staden Naissus (Niš) 442. Normalt kunde de barbariska invasionsarméerna inte erövra stora, befästa städer – förutom genom att svälta dem till de kapitulerade – men hunnerna hade nu förvärvat kunskap om belägringsmaskiner och hade byggt sina egna. På detta sätt hade hunnerna rubbat den strategiska maktbalansen. Romerskt styre över land baserades på befästa städer som kunde motstå alla attacker från omgivande stammar. Östrom var nu redo för en omförhandling av fördraget.  442–443 slöts ett nytt avtal, där den årliga betalningen till hunnerna ökades ytterligare, och från 443 rådde det fred igen på Balkan.
År 444 eller 445 dog Bleda under en jakt. Samtida källor nämner inte att Attila skulle vara inblandad i dödsfallet, men senare historiker har ansett det för troligt. 
I det östra romerska riket upprustade de hären. Fältarmén hade återvänt från Sicilien, och i september 443 utfärdades en förordning om att alla befästningar skulle repareras och antalet män i garnisonerna skulle ökas till de överenskomna målen. Attila ansågs vara upptagen med att behålla sin maktposition som ensam härskare efter sin brors död. Östrom kände sig därför starka och slutade med de årliga betalningarna till hunnerna. Attilas svar kom 447. Med en stor invasionsarmé korsade han Donau och de romerska fästningsstäderna föll en efter en. Vid floden Utus (nu Vit) i dagens Bulgarien drabbade hunnerna samman med den romerska fältarmén på Balkan och besegrade den. Efter detta låg vägen öppen söderut till Konstantinopel, och de mellanliggande städerna erövrades och plundrades nästan alla. Ytterligare en östromersk armé besegrades, inte långt från Konstantinopel, men stadsmurarna var en för stor utmaning för hunnerna, så istället inledde de en räd söderut till dagens Grekland. Kejsaren Theodosius II såg inget annat alternativ än att be om fred, och i fredsfördraget gick östrom med på att betala  6 000 pund guld som hade hållits inne, samt därefter  2 100 pund guld årligen.
I slutet av 440-talet började Attila förbereda sig för krig mot det västra romerska riket. Relationerna med den romerske härskaren Aëtius hade varit goda i många år, men nu fanns det inte mycket mer att plundra österut, så Attila vände blicken västerut. År 448 beviljade han asyl till rebeller från Gallien vars arméer hade besegrats av Aëtius, och 449 hotade han västromerska sändebud med krig eftersom en romersk köpman hade behållit lite guld som Attila ansåg sig ha rätt till. År 450 fick Attila ett brev från kejsaren Valentinianus III:s syster Honoria. Hon bad om hjälp för att slippa ett tvångsäktenskap och skickade till och med en ring. Attila tog det som ett erbjudande om äktenskap och krävde hälften av det västra romerska riket som hemgift. Senare samma år 450 stödde Attila en annan kandidat till den kungliga titeln över de Ripariska franker än den som Aëtius ville ha på tronen. Även om Attila hotade med att invadera Italien för äktenskap och hemgift, var hans fokus på Gallien, och han lät skriva brev till goterna i Gallien, som uppmanade dem att göra uppror mot romarna. Våren 451 satte började hunnernas invasionsarmén röra på sig och korsade Rhen nära Koblenz. Städerna Metz och Trier intogs och plundrades, och hunnerna gick sedan mot Orléans och började en belägring. Hunnernas armé, bestod förutom av hunnerna, av folk som de hade erövrat eller allierat sig med. Västromerska riket skickade en armé ledd av Aëtius, och han tog också med sig hjälptrupper i form av visigoter (ledda av deras kung, Theoderik) och burgunder. Hunnerna avbröt belägringen av Orléans och de två arméerna drabbade samman i Slaget vid Katalauniska fälten i juni 451. Slaget slutade med att hunnerna var tvungna att dra sig tillbaka, och det sägs att Attila övervägde självmord i sitt vagnslott. Aëtius följde dock inte upp segern, och hunnerna kunde göra en ordnad reträtt över Rhen.
Attila återhämtade sig snabbt från bakslaget i Gallien, och redan 452 var hunnerna redo för en ny offensiv, den här gången mot Italien. En efter en belägrades och plundrades de rika norditalienska städerna: Aquileia, Padua, Mantua, Vicenza, Verona, Brescia, Bergamo och Milano. För att rädda Rom ledde påven Leo I en delegation till hunnerna. Påven hade lite med utgången att göra. Italien hade lidit av missväxt året innan 451, och 452 var det inte mycket bättre. Det rådde utbredd matbrist och den hunnernas armé, hade förbrukat sina förråd, och den hade svårt att hitta mat. Det fanns sjukdomar bland soldaterna, och dessutom fanns underrättelser om att den nya östromerska kejsaren, Marcianus, hade skickat en armé över Donau för att plundra hunnernas hemland. Återigen valde Attila att dra sig tillbaka.
På våren 453 var Attila upptagen med att förbereda en ny offensiv. Men han tog sig tid att gifta om sig, och på bröllopsnatten förblödde han efter att ett blodkärl hade brustit.

### Hunnernas undergång
Attilas död utlöste en maktkamp mellan hans söner Ellak, Dengizich och Ernakh. Då hunnerna var engagerade i inbördes stridigheter, gjorde gepiderna uppror mot dem, ledda av Ardarik. Ellak hade vunnit maktkampen mellan bröderna, och han ledde sedan armén som skulle besegra gepiderna och deras allierade och få dem tillbaka under hunnernas dominans. Slaget vid Nedao 454 mellan arméerna i Pannonien (nuvarande Ungern). Ellak stupade i striden och hunnerna tvingades acceptera gepidernas och flera andra folks självständighet i området. Under 450- och 460-talen försökte de andra bröderna att återställa överhögheten, men utan framgång. Hunnerna tvingades dra sig tillbaka till ett området norr om Donaus utlopp i Svarta havet. 467–468 försökte Dengizich attackera det östromerska riket över Donau men han besegrades 469. Hans huvud skickades till Konstantinopel. Det var slutet för det hunniska väldet. De överlevande hunnerna tilläts bosätta sig i dagens Dobrogea som östromerska undersåtar. Ernakh, med sina lojala, tilläts att bosätta sig söder om Donau i dagens Bulgarien.  Dessa grupper var bara små rester av hunnernas ursprungliga stora grupper, och i det östra romerska riket blev de tvungna att betala skatt till staten och leverera soldater till den romerska armén. Antika källor nämner hunniska legosoldater under krigen mot vandaler och ostrogoter 533 och 538. Hunnerna på Balkan anslöt sig tydligen till avarerna, och de deltog i belägringen av Konstantinopel 626.
Därefter försvinner hunnerna från historien. Senare hänvisningar till hunner finns i medeltida historiografi, men det är vanligt att författare uppfattar folk som bor i det gamla hunniska riket som hunner, oavsett vad folket själva kallade sig. 

## Hunnernas språk
Hunnernas språkliga ursprung är vetenskapligt omstritt, och flera teorier finns om dess ursprung och språkliga tillhörighet. En del språkforskare tror att det var ett tidigt turkiskt språk. Priscus och Jordanes ger bara exempel på några namn, och tre ord från det hunniska språket. Namnens betydelse tolkas inte i källorna och de tre orden (medos, kamos, strava) kan inte direkt kopplas till turkiska. Flera forskare menar att teorier som förs fram är mest spekulationer. Heathers slutsats är att vi inte vet vilket språk hunnerna talade. Det är känt att då hunnernas ökade i betydelse började de använda gotiska, eftersom många av deras allierade folk främst deras representanter vid hunnernas hov förstod detta germanska språk.  Heather hänvisar till Maenchen-Helfen, som skriver att hunnernas ledare oftast hade både ett gotiskt och ett hunniskt namn. Attila betyder liten far på gotiska, en diminutiv form av atta (= far).

## Folkgrupper som kan ha assimilerat hunner
Långt efter hunnernas härjningar i Europa levde minnet av dem kvar, och namnet har använts många gånger som skällsord för folk eller nationer som upplevts som barbariska och vilda. Det har också funnits mer seriösa spekulationer om europeiska folk där hunners gener skulle kunna ingå i den gruppens genetiska blandning. Däribland bulgarerna som enligt vissa historiker uppstod genom en integration av olika asiatiska folk, däribland hunnerna. Även dagens turkar tros kunna vara besläktade med hunnerna och det turkiska språket betraktas som släkt med det språk som hunnerna talade. Hunnernas huvudbas vid Attilas tid var i det som i dag heter Ungern. I Budapest finns en staty av kung Attila och vissa ungrare identifierar sig med hunnerna. Den etniska grupp som förmodligen starkast identifierar sig med hunnerna är de ungersktalande szeklerna i östra Transsylvanien i nuvarande Rumänien. De är cirka 700 000 till antalet och utgör hälften av den ungerska minoriteten i Transsylvanien. Ungrarna anlände dock inte till Europa förrän ett par hundra år efter hunnernas erövringar, så att dagens ungrare skulle vara ättlingar till hunnerna verkar inte sannolikt. Vissa undergrupper till haplogrupp Q har ibland ansetts av populationsgenetiker tyda på hunniskt ursprung. Haplogrupp Q är särskilt vanlig i Kroatien med 6 % frekvens, i Sverige med 3 % frekvens (mer på Gotland och vissa platser i Danmark), cirka 4 % frekvens hos ungrare (0 % enligt andra uppgifter ) och 2 % i Norge. Emellertid finns det enstaka arkeologiska fynd som visar att liknande undergrupper till Q förekom i Sverige (Motala) och Sibirien redan långt innan hunnernas ankomst, och samma undergrupper till Q är också vanliga bland den amerikanska urbefolkningen, vilket tyder på att grupperna är mycket gamla.
Enligt Neparaczki et al blandade  sig  hunnerna med magyarerna åren 217–315

### Andra samtida erövrarfolk
Samtidigt som hunnerna härjade i Europa, härjades även andra områden av stäppfolk. I Persien härjade heftaliterna ("vita hunner") och i norra Indien härjade huna-folket. Det har föreslagits att även dessa skulle vara hunner, men moderna historieforskare är tveksamma till ett sådant släktskap.

## Hunner som pejorativ
Begreppet hunner har allt sedan folkstammens framfart i Europa och Asien använts som ett nedsättande begrepp för folkslag som anses särskilt barbariska, krigiska eller ociviliserade. Under Första världskriget kom begreppet i brittisk och fransk propaganda att användas om Tyskland och den tyska armén (en. The Hun) för att förbättra krigsmoralen och anspela på den populariserade bilden av hunnerna som ett vildsint folkslag som från Öst- och Centraleuropa hotade den europeiska civilisationen.